# Pardinyes baixes
Pardinyes baixes és una partida de l'Horta de Lleida, pertanyent a la ciutat de Lleida.
En l'ampliació cap al nord del barri de Pardinyes de Lleida iniciada el 1999, s'ha anat veient engolida per aquest pràcticament tot, a excepció de l'espai natural avui conegut com La Mitjana de Lleida; del qual és part.
Limita:
- Al nord amb la partida Pardinyes altes.
- A l'est amb la partida de La Plana de Lleida.
- Al sud-est amb la partida de Grenyana.
- Al sud amb el barri de Pardinyes.
- A l'oest amb la partida de Jesuset.